# Усманка (Чебулинський округ)
Усма́нка (рос. Усманка) — село у складі Чебулинського округу Кемеровської області, Росія.

## Населення
Населення — 772 особи (2010; 775 у 2002).
Національний склад (станом на 2002 рік):
- росіяни — 97 %